# Théodore Ritter
Toussaint Prévost, connu sous le pseudonyme de Théodore Ritter (Nantes, 5 avril 1840-Paris, 6 avril 1886) est un compositeur et pianiste français.

## Biographie
Fils d'Eugène Prévost, il est élève d'Hector Berlioz. Il commence sa carrière comme chanteur baryton à La Monnaie sous le nom de Félix puis apprend le piano avec Franz Liszt. Il devient rapidement un pianiste renommé et commence une carrière internationale sous le nom de Théodore Ritter. 
Membre de la Société des derniers concerts de Beethoven (1860), il entreprend en 1869-1870 une tournée de concert au Canada et aux États-Unis avec le violoniste Frantz Jehin-Prume et la chanteuse Carlotta Patti. Il est un des pianistes habituels des concerts Pasdeloup. 
Il fut le professeur, entre autres, de Isidore Philipp et de Samuel Simons Sanford. On lui doit de nombreuses pièces pour piano et des transcriptions ainsi que les versions pour piano de L'Enfance du Christ de Berlioz et de Roméo et Juliette.
Époux de la chanteuse Alice Desgranges, sa nièce Gabrielle Ritter-Ciampi fut également célèbre comme chanteuse.
Mort subitement d'une rupture d'anévrisme, il est inhumé au cimetière du Père-Lachaise. Il était officier d'Académie, et avait été élevé au grade de chevalier de la Légion d'honneur, le 13 juillet 1880.

## Œuvres
- Marianne  Opéra-comique en un acte. Paroles de M. J. Prével, Paris 1861, imp. Bertauts, lire en ligne sur Gallica.